# Can Bransí
Can Bransí fou una masia situada al barri d'Horta de Barcelona al costat de la riera d'Horta, avui carrer del Tajo, prop d'on actualment hi ha el mercat.

## Història
La finca pertanyia a Jeroni Coromines, que la va vendre a Francesc Gomis. El seu fill Ignasi Gomis la va heretar el 1754 i va demanar llicència d'obres per a remodelar-la. Més tard la va vendre a Bernat Bransí, fill de Marià Bransí i Pérez de Arregui, que el 1743 havia rebut de Carles IV el títol de regidor supernumerari de l'Ajuntament de Barcelona. La casa fou heretada per la filla de Bernat, Bonaventura, casada amb el militar i polític Manuel de Llauder i de Camín, que va obtenir el títol de marquès de la Vall de Ribes pels seus mèrits en la Guerra del Francès. El seu tercer fill, Hermenegild de Llauder i Bransí, home molt vinculat a Horta, regalà al municipi els terrenys per a construir el cementiri, on és enterrat.
La finca, de 950.000 pams quadrats d'extensió, començà a ser parcel·lada el 1908. L'Ajuntament de Barcelona va comprar-ne una parcel·la, on el 1951 va construir el mercat d'Horta. La casa va desaparèixer cap als anys 1970.

## Descripció
La casa tenia planta baixa, on vivien els masovers, i una planta pis, per als propietaris. Darrera la casa hi havia una gran paret, contigua al camí que conduïa al santuari de la Mare de Déu del Coll. La finca tenia dos estanys, quatre safareigs, un pou i una vaqueria. Tenia a més una gran extensió de terreny amb arbres fruiters, vinyes, part de regadiu i part de jardí.